# Guadalupe (wyspa)
Guadalupe (hiszp. Isla Guadalupe) – wyspa wulkaniczna na Oceanie Spokojnym, położona 241 km na zachód od wybrzeży Półwyspu Kalifornijskiego i ok. 400 km na południowy zachód od miasta Ensenada (stan Kalifornia Dolna).

## Mieszkańcy
Spis powszechny przeprowadzony w 2008 wykazał obecność 15 mieszkańców. Guadalupe jest częścią gminy Ensenada.
Campo Oeste (Obóz Zachodni) jest największą osadą na wyspie, zamieszkaną przez małą społeczność rybaków i poławiaczy homarów. Miejsce to zapewnia ochronę przed silnymi wiatrami w zimie. Elektryczność jest wytwarzana przez agregaty, a słodka woda jest dowożona za pomocą okrętu wojennego. Liczba rybaków waha się w zależności od sezonu. Innymi tymczasowymi osiedlami rybackimi są: Campo Norte (Obóz Północny), Campo Lima (inaczej Campo Corral) (Obóz Cytrynowy lub Koralowy) oraz Arroyitos (Strumienie). Na wschodnim wybrzeżu znajdują się niezamieszkane budynki znane pod nazwą Campo Este (Obóz Wschodni). W Zatoce Melpómene znajduje się stacja pogodowa, którą obsługuje meksykańska marynarka wojenna – miejsce to nazywane jest Campamento Sur (Obozowisko Południowe). Oprócz tego od 1999 istnieje jeszcze Campo Bosque, położone na północnym skraju wyspy.
W centralnej części Guadalupe znajduje się małe lotnisko (Campo Pista).

## Krajobraz
Wyspa jest górzysta i pofałdowana. Znajdują się na niej dwa wulkany tarczowe. Guadalupe mierzy 35 km długości (na linii północ–południe) i 9,5 km szerokości (wschód–zachód), zajmuje powierzchnię 243,988 km². Przebiega przez nią łańcuch gór wulkanicznych, który sięga 1298 m wysokości (najwyższe punkty to: Monte Augusta i El Picacho). Wybrzeże jest wysokie, zakończone urwiskami z licznymi skałami u ich podnóży. Na południowy zachód (ok. 3 km) od Guadalupe znajdują się małe wysepki:
- Islote Afuera (Islote Zapato),
- Islote Adentro,
- Islote Negro,
- Roca Steamboat,
- Roca Elefante.

## Klimat
Wyspa dzieli się na dwie główne strefy klimatyczne: suchy i półsuchy klimat na wysokościach do 800 m (temperatury 18–22 °C) i bardzo suchy klimat na wysokości powyżej 800 m (temperatury ponad 22 °C). Większość opadów ma miejsce w okresie zimowym, wtedy też wieją tu silne północno-zachodnie wiatry, a także pojawiają się cyklony.

## Przyroda
Na początku XIX w. rosyjscy wielorybnicy sprowadzili tu kozy, które ogołociły Guadalupe z roślinności. Populacja kóz wahała się pomiędzy 10 a 20 tys. osobników. Od 16 sierpnia 1928 wyspa jest rezerwatem przyrody. Od tego czasu prowadzi się napotykający na trudności logistyczne proces usuwania kóz z wyspy. Jednakże od czerwca 2005 udało się niemalże zlikwidować prawie całą kozią populację.
W kwietniu 2005 ustanowiono rezerwat biosfery, który objął Guadalupe, sąsiednie wysepki i okoliczny akwen morski. Łączna powierzchnia rezerwatu to 4769,71 km².
Na wyspie występują niespotykane nigdzie indziej (endemity) gatunki drzew (m.in. cyprysów, dębów, sosen i jałowców). Z uwagi na zniszczenie roślinności przez kozy zmianie uległy stosunki wodne. Woda akumulowana dawniej z mgły przez liczne lasy obecnie jest rzadkością. W celu ochrony ocalałych strumieni założone zostały specjalne ogrodzenia powstrzymujące kozy.
Ze zwierząt spotyka się tu m.in. słonie morskie oraz foki. Z uwagi na obecność fok żyje tu również liczna populacja żarłaczy białych. Swoje siedliska mają tu endemiczne odmiany ptaków, m.in. lokalny podgatunek dziwonii ogrodowej. Na skutek dewastacji lokalnego ekosystemu przez kozy, całkowicie wymarło kilka endemicznych podgatunków ptaków, w tym ogniczek (Corthylio calendula obscurus) i dzięcioł różowoszyi (Colaptes auratus rufipileus).